# Hennin

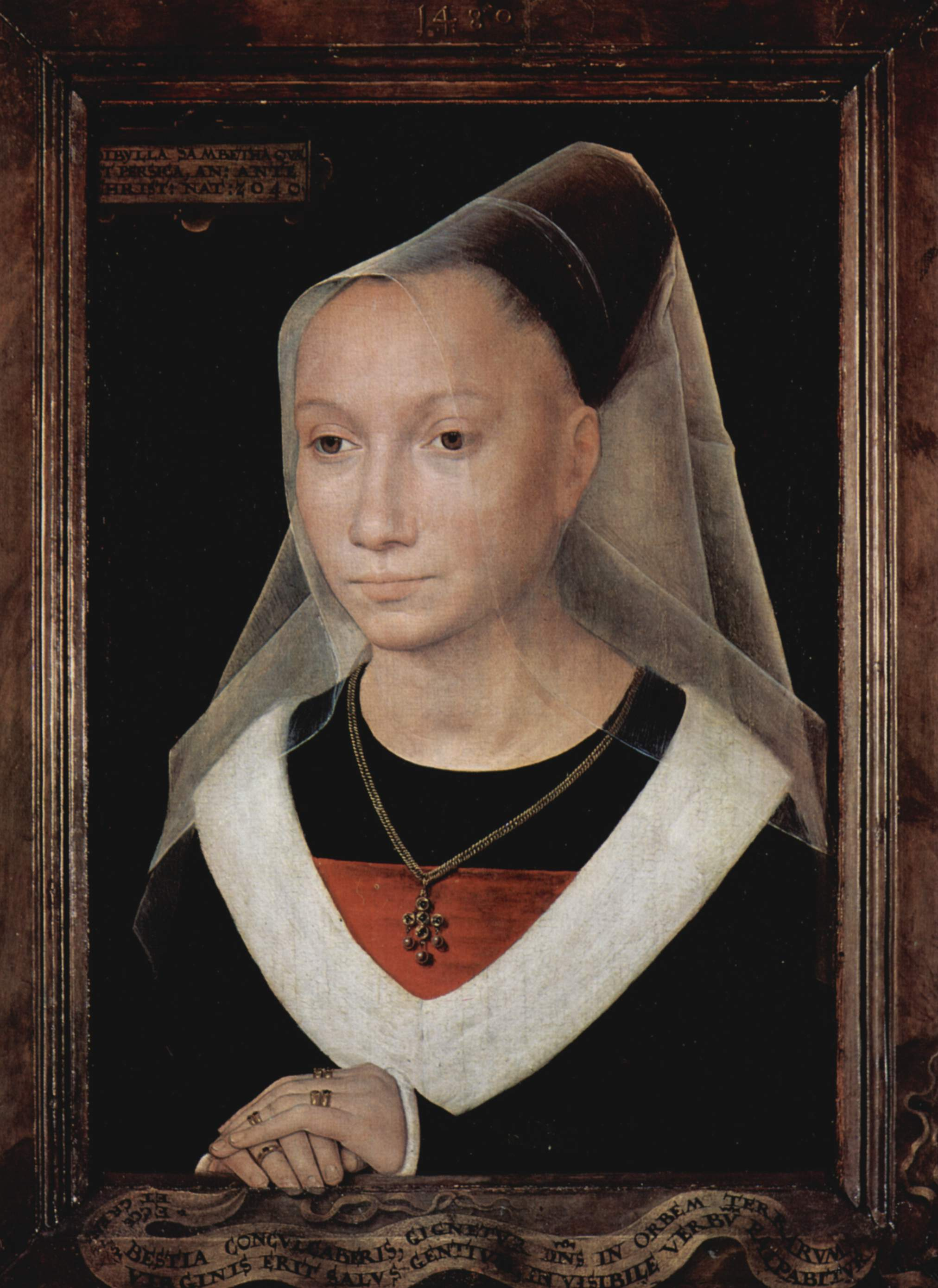
Hans Memling Podobizna Marie Moreelové, 1480

Hennin nebo též burgundský čepec je vysoká kuželovitá dámská pokrývka hlavy, jež se nosila v 14. a 15. století. Jeho pojmenování je odvozeno z arabského slova hanin (mile znějící). Tento druh klobouku se nosil převážně ve francouzském království, v burgundském vévodství, v Německu, v Nizozemsku, v zemích Koruny české a v polském a uherském království.
Jeho rozšíření je údajně spojeno s Isabelou Bavorskou, která jej měla mít na hlavě při svém zasnoubení s francouzským králem Karlem VI. v roce 1385.

## Druhy henninů

### Jednoduchý hennin
Byl typickým atributem vrcholné rytířské kultury. Jednalo se o vysoký klobouk z tvrdého papíru nebo škrobeného plátna potažený hedvábím či jinými dražšími látkami, protažený do homolovité špičky. Výška henninu se lišila podle společenského stavu nositelky – jeden metr pro šlechtičnu, 60 cm pro měšťanku. Po celé zadní straně henninu, někdy i přes obličej, splýval průhledný závoj, který dosahoval často až k zemi.

V Nizozemsku se tento klobouk stal součástí oděvu žen z měšťanského stavu, jež si ho oblíbily. Aby bylo možné se s ním pohodlně pohybovat, měl podstatně prostší podobu, menší kornout a kratší a lehčí roušky.

U nás je tento druh klobouku často spojován s podobou bílé paní.

### Dvojitý či dvourohý hennin
Tomuto druhu henninu se německy říkalo hörnerhaube, tj. čepec s rohy (česky chomúty či rohy), francouzsky coiffure. Dvourohý hennin se stal převažující pokrývkou hlavy na burgundském dvoře. Svoji zvláštní podobu získal spojením náročně zdobeného a tvarovaného čepce, silně vyztuženého a upraveného do dvou rohů, s jemnou, většinou průhlednou rouškou. Patřily k němu i takzvané náušky neboli ozdoby, jež zakrývaly uši. Hennin často kryla ozdobná síťka ze zlatých nití nebo potah ze vzácné látky. Vlasy, které zakrýval, byly pevně stočené na temeni a pomáhaly jej tvarovat. Nad čelem pak byly vyholené, aby co nejlépe vynikl ovál tváře.

Také v případě dvojitého henninu vznikla v Nizozemsku měšťanská varianta burgundského stylu, jemuž bohaté měšťanské prostředí dodalo vážnost kontrastující s dvorskou okázalostí.
Tento druh henninů se nosil prakticky až do renesance. Jeden z typů, zvaný sturz, byl zřejmě obvyklý i v českém prostředí.